# Зміячка іспанська
{{#ifeq:0|0|{{#if:Scorzonera hispanica|{{#if:|[[]}}|[[]]}}}}
Зміячка іспанська, скорзонера іспанська (Scorzonera hispanica) — вид рослин родини айстрові.

## Назва
Інші назви: скорцонера, чорна морква, чорний корінь, солодкий корінь, козелець, козелець іспанський.
В англійській мові називається «чорний сальсифай» (англ. black salsify), «іспанський сальсифай» (англ. Spanish salsify), також відомий під назвою «чорна устрична рослина» (англ. black oyster plant), «зміїний корінь» (англ. serpent root), «гадюча трава» (англ. viper's herb, англ. viper's grass).

## Будова
Дворічна рослина. У перший рік вегетації скорцонера утворює розетку листків і формує кореневище, а наступного року зацвітає і дає насіння. Корінь циліндричний, м'ясистий, зовні темно-коричневий, а всередині білий. Цвіте скорцонера красивими жовтими квітками.

## Поширення та середовище існування
Зростає в Південній Європі та на Близькому Сході. Як видно з біномінальної назви рослини — поширився у Європі з Іспанії.

## Практичне використання
Вперше згадується Леонгардом Рудольфом, що бачив її на ринку в Аллепо, Сирія у 1575 році.
Рослина багато використовувалася у народній медицині середньовічної Європи. Люди вірили, що коріння скорцонери рятує від укусів отруйних змій та ефективні ліки від бубонної чуми.
Скорцонеру використовують як овоч в Італії, Франції та Бельгії. Коріння містить липкий латекс, тому чистити чорну шкірку зручніше після 20 хв відварювання. Відварений корінь можна їсти під соусом чи маслом, смажити. За смаком корінь нагадує щось середнє між спаржею і цвітною капустою. Дуже смачні з нього соуси до м'ясних і овочевих страв. Сушена скорцонера — хороша приправа до супів.
У їжу також можна вживати і молоденькі листя чорного кореня.
Наразі сорт Hoffmanns Schwarzer Pfahl вирощується у промислових масштабах, тоді як Duplex — популярний серед дрібних городників.

## Галерея

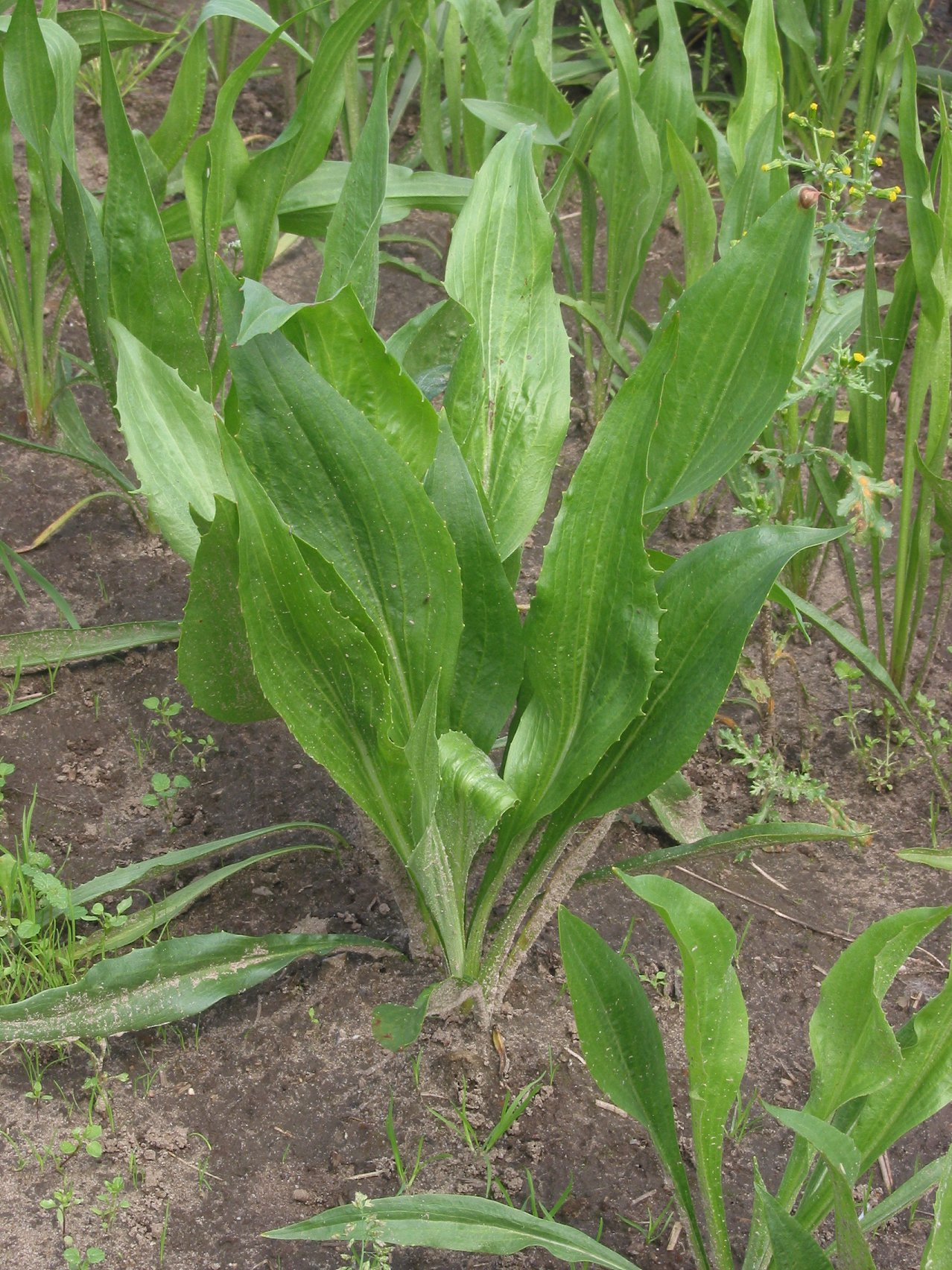
Листя
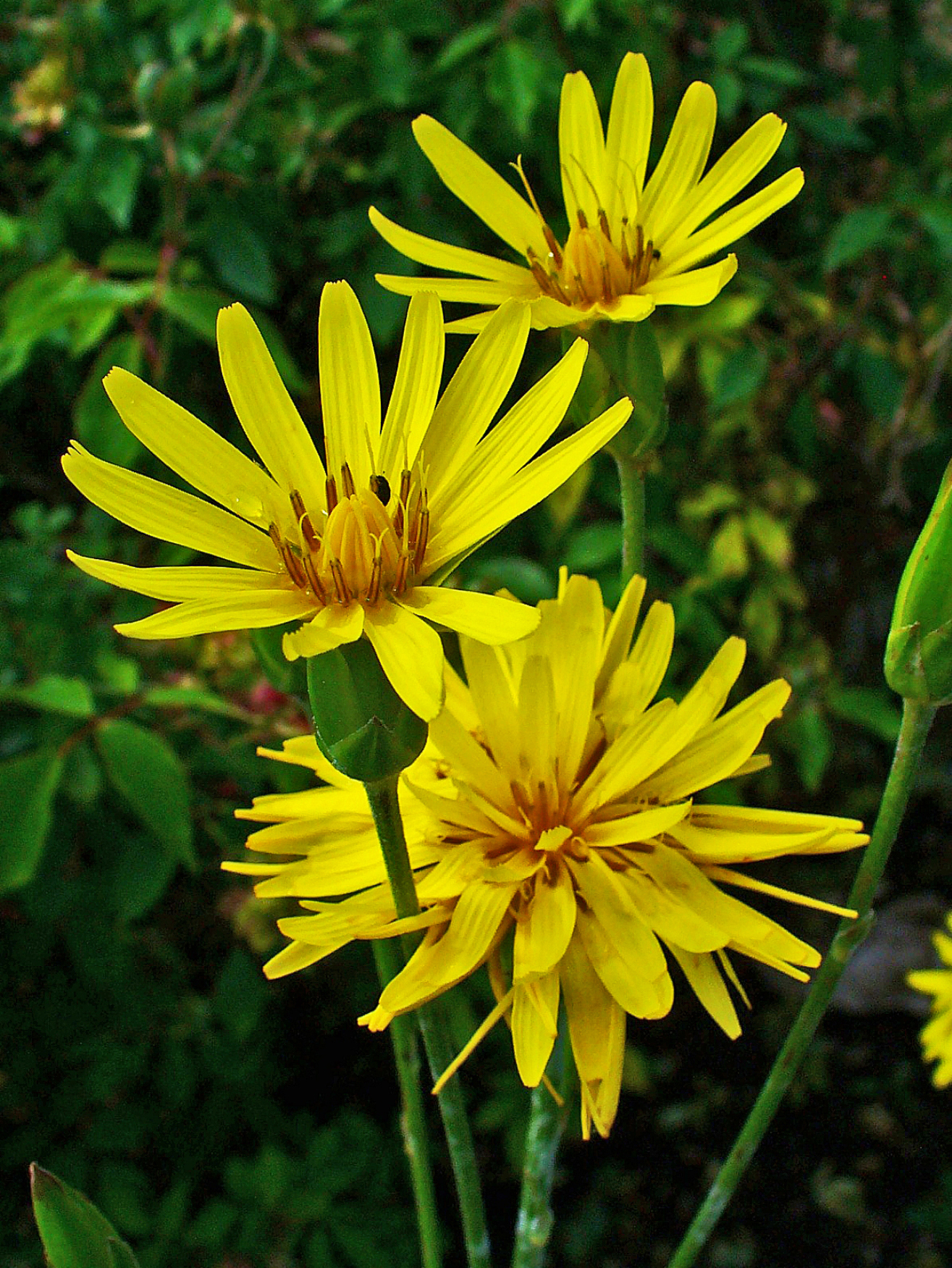
Квіти
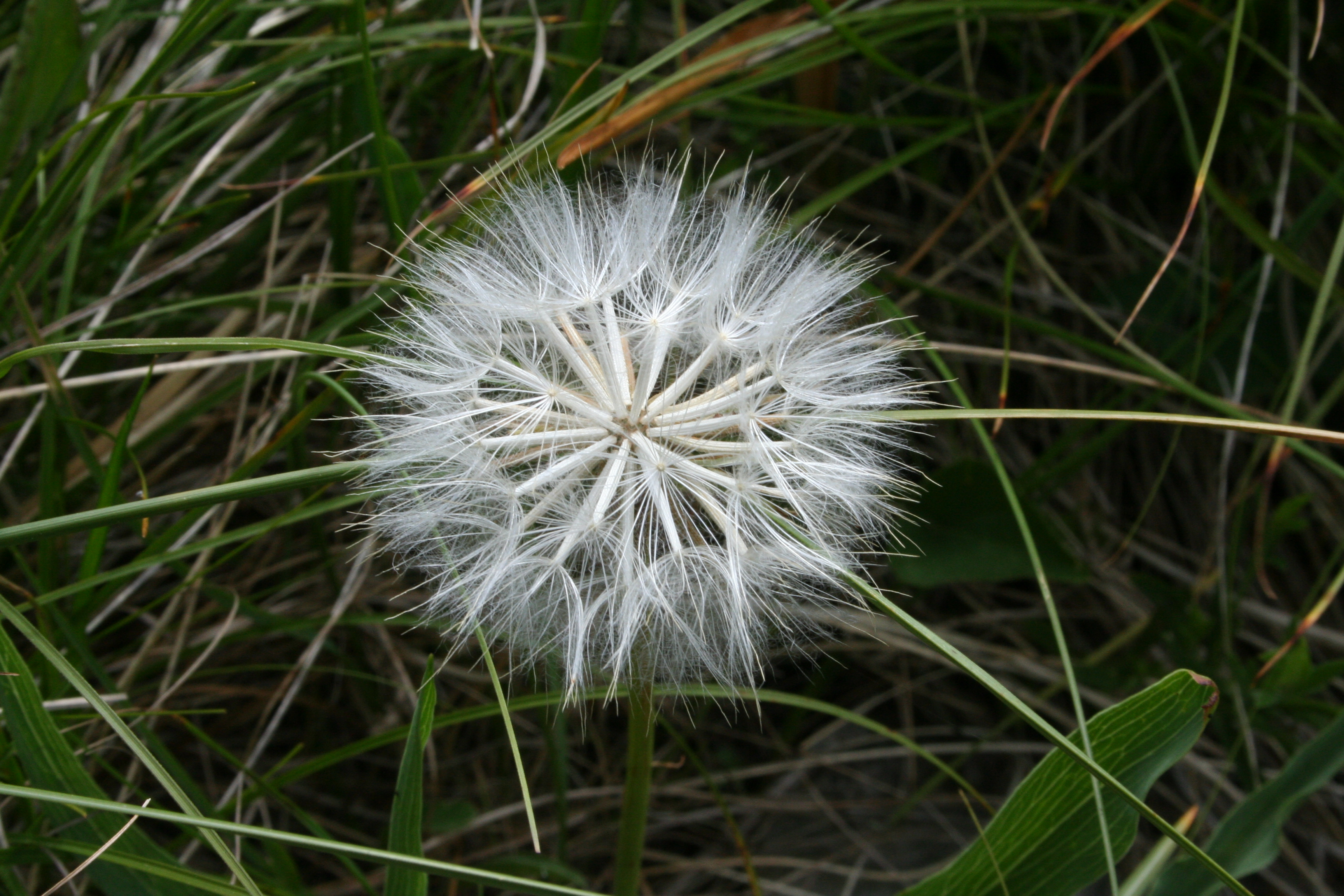
Плоди
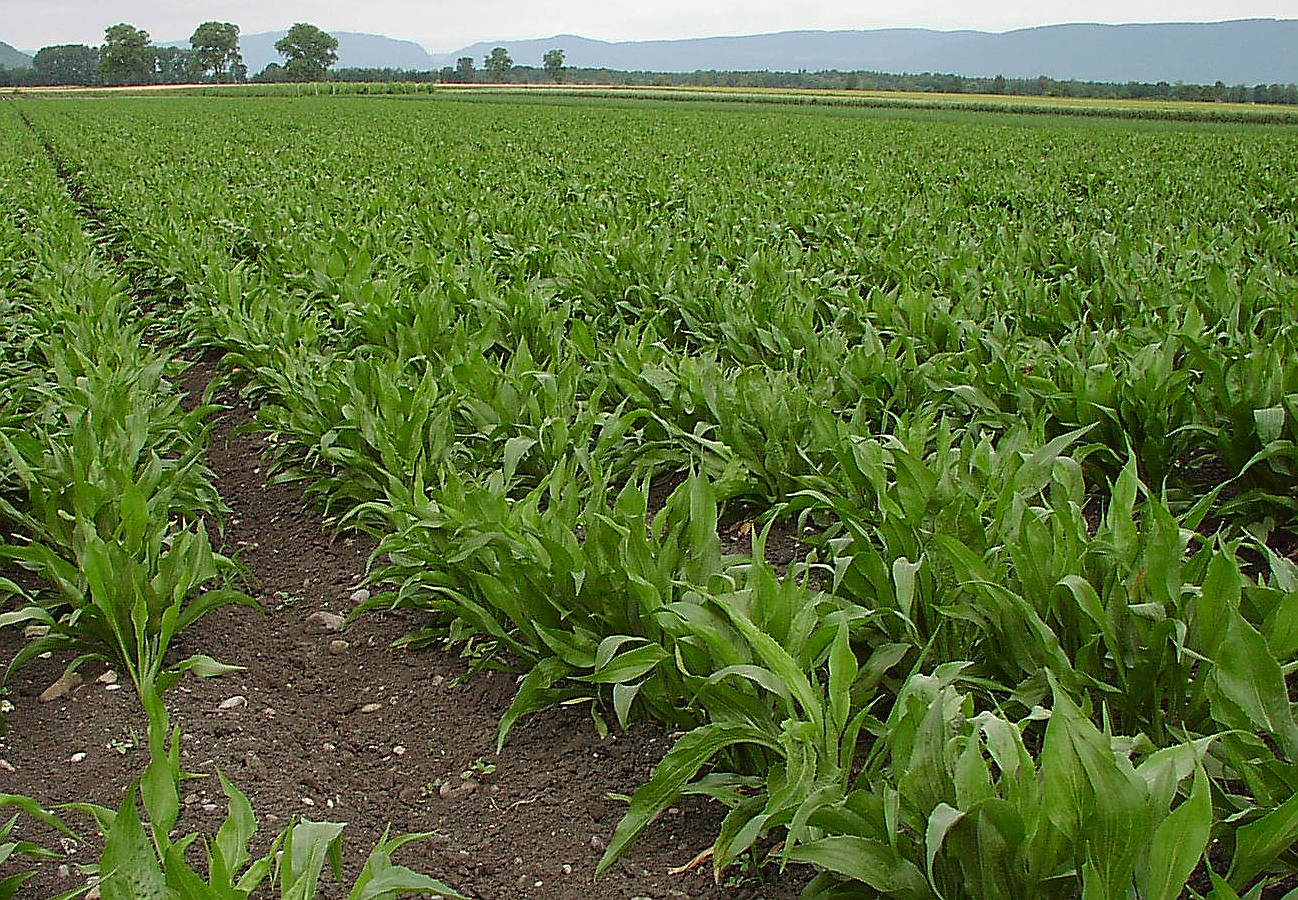
Поле скорцонери
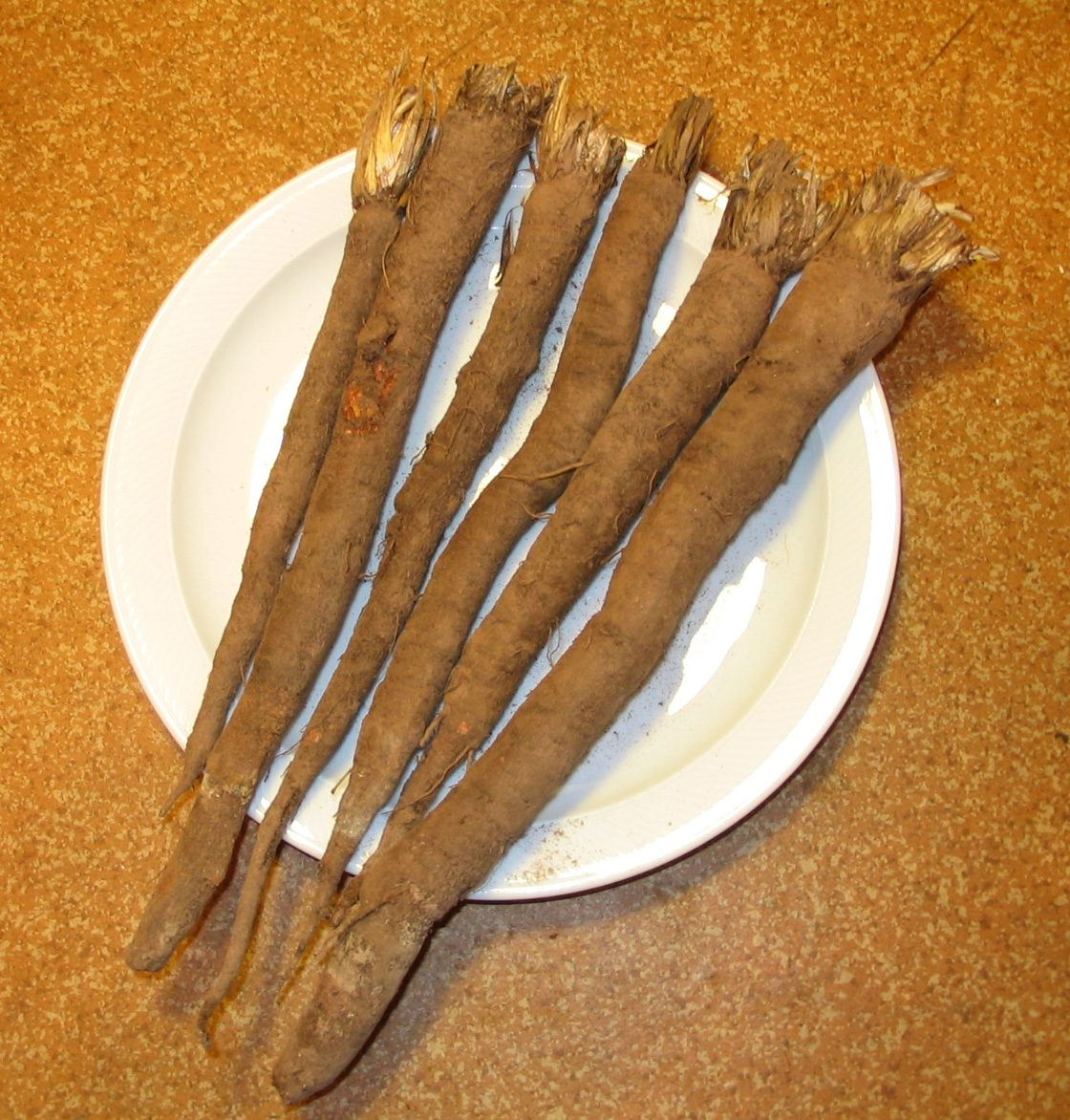
Коріння